# Акт о правительстве Ирландии (1920)
Акт о правительстве Ирландии — акт парламента Великобритании, разделивший Ирландию на две части. Полное название акта — «Акт, обеспечивающий лучшее управление Ирландией», также он известен как «Четвёртый билль о самоуправлении» или, что менее точно, «Четвёртый акт о самоуправлении».
Акт имел целью создать отдельные учреждения самоуправления для двух новых регионов Ирландии: шесть северо-восточных графств должны были стать Северной Ирландией, тогда как большая часть территории должна была получить название «Южная Ирландия». Оба региона Ирландии должны были остаться частью Великобритании, и было предусмотрено их объединение в будущем по учреждениям самоуправления.
Акт так и не вступил в силу на основной территории Ирландии из-за войны за независимость, в результате которой в 1922 году было создано Ирландское Свободное государство. Учреждения, созданные в соответствии с Актом в Северной Ирландии, продолжали действовать до приостановления их британским парламентом в 1972 году из-за напряжённой обстановки в регионе.
Некоторые положения Акта оставались в силе вплоть до окончательной их отмены в 1998 году по итогам Белфастского соглашения.